# Dedo do pé em martelo
Dedo do pé em malho ou em martelo é uma deformidade da articulação interfalangeana proximal do segundo, terceiro ou quarto dedo do pé que faz com que o dedo seja permanentemente dobrado, parecendo-se com um martelo.